# Sweet Rendezvous
Sweet Rendezvous é o primeiro extended play do grupo feminino sul-coreano Nine Muses. Foi oficialmente lançado em 8 de março de 2012. A faixa Ticket foi usada como single promocional.

## Lançamento
Em 21 de fevereiro de 2012, surgiram rumores de que Nine Muses iria realizar seu retorno com o lançamento de um single digital. No dia 2 de março, uma foto teaser da integrante Erine foi revelada. Na foto, Erine parece estar desnuda embaixo de um gigante bilhete vermelho, marcando as palavras "Ticket", o nome do grupo "Nine Muses" e a data 20120308 (8 de março de 2012), que poderia ser a possível data de lançamento. Em 5 de março, a Star Empire Entertainment confirmou que o retorno do grupo seria com um extended play ao revelar a foto da capa do EP. No mesmo dia, foi revelada a lista de faixas do EP, que apresentam dois singles digitais lançados pelo do grupo anteriormente; Figaro, lançado em 11 de agosto de 2011, e News, lançado em 11 de janeiro de 2012, e duas novas faixas; Ticket e Who R U, juntamente com seus respectivos instrumentais. No dia 6 de março, foram reveladas mais fotos do retorno.

## Videoclipe
Um teaser musical para o single Ticket foi lançado em 6 de março de 2012. O videoclipe completo foi oficialmente lançado em 8 de março, acompanhado pelo lançamento do EP. Uma versão especial de dança "V Line" foi lançada no YouTube pela empresa, Star Empire Entertainment, em 22 de março.

## Promoção
As promoções para o single Ticket se iniciaram em 8 de março no programa musical M! Countdown. A canção também foi promovida em outtos programas musicais, incluindo Music Bank, Show! Music Core e Inkigayo. As promoções foram oficialmente encerradas em 8 de abril.

## Composição
Todas ss faixas do EP foram escritas por Song Soo Yoon, e produzidas por Han Jae Ho e Kim Seung Soo (também conhecido como Sweetune). Eles são popularmente conhecidos na Coreia do Sul por fornecerem composições para os singles de diversos grupos, incluindo Infinite, Kara, Rainbow e f(x).

## Lista de faixas
Todas as letras foram escritas por Song Soo Yoon; enquanto as músicas foram produzidas por Han Jae Ho e Kim Seung Soo.
| N.º            | Título                   | Duração |  |
| 1.             | "Who R U"                | 3:20    |  |
| 2.             | "Ticket"                 | 3:12    |  |
| 3.             | "News"                   | 3:02    |  |
| 4.             | "Figaro"                 | 3:19    |  |
| 5.             | "Who R U (instrumental)" | 3:19    |  |
| 6.             | "Ticket (instrumental)"  | 3:12    |  |
| Duração total: | Duração total:           | 19:37   |  |

## Paradas

### Paradas de álbuns
| Parada (2012)             | Melhor posição nas paradas |
| ------------------------- | -------------------------- |
| Gaon Weekly albums chart  | 6                          |
| Gaon Monthly albums chart | 21                         |

### Paradas de singles
| "Ticket" | 33 | 41 |
| "News"   | 36 | 46 |
| "Figaro" | 66 | 82 |

### Vendas
| Parada              | Vendas                 |
| ------------------- | ---------------------- |
| Gaon physical sales | 4,100+ (Coreia do Sul) |

## Histórico de lançamento
| Região        | Data               | Empresa de distribuição                      | Formatos             |
| ------------- | ------------------ | -------------------------------------------- | -------------------- |
| Coreia do Sul | 8 de março de 2012 | LOEN Entertainment Star Empire Entertainment | CD, Digital download |